# ام‌وی یوروویژر
ام‌وی یوروویژر (به انگلیسی: MV Eurovoyager) یک کشتی است که طول آن ۱۱۸٫۴ متر (۳۸۸٫۵ فوت) می‌باشد. این کشتی در سال ۱۹۷۸ ساخته شد.